# Balázs József (író)
Balázs József, (Vitka, 1944. március 19. – Budapest, 1997. október 13.) József Attila-díjas író, dramaturg.

## Élete
Az ELTE Bölcsészettudományi Kar magyar-történelem szakán tanult. Pályáját üzemi lapoknál kezdte. Már harmincéves elmúlt, amikor  íróként debütált. Néhány éven belül több kötete – jelentős közönség- és kritikai sikerrel – megjelent. Rövid időre az irodalmi élet középpontjába került, alkotásai érettségi tételek, egyetemi tan- és vitaanyagok lettek. 1976-tól a filmgyárban dolgozott dramaturgként, számos film stáblistáján találkozhatunk nevével. Több művét is megfilmesítették. A nyíregyházi Móricz Zsigmond Színház pedig 1983. december 17-én tartotta A bátori advent című történelmi játékának ősbemutatóját. Az 1980-as évektől fokozatosan kikerült az irodalmi élet fókuszából, részben indokoltan, mivel jelentősebb művet már nem alkotott. Hosszan tartó súlyos betegsége is akadályozhatta alkotó munkájában.
Több évtizedig élt Budapest XII. kerületében, a Krisztinavárosban. A Farkasréti temetőben helyezték örök nyugalomra.

## Művei

### Szépirodalmi kötetei
- Magyarok (regény, 1975)
- Koportos (kisregény, 1976)
- Fábián Bálint találkozása Istennel (regény, 1976)
- Az ártatlan (regény, 1977)
- Szeretők és szerelmesek (regény, 1978)
- Az eltévedt tank (elbeszélések, 1983)
- A homok vándorai (dráma, 1983)
- A torcellói Krisztus; szerk., utószó Vasy Géza; Széphalom Könyvműhely, Bp., 2005

### Műveiből készült filmek
- Magyarok. Rendező: Fábri Zoltán, (1978)
- Fábián Bálint találkozása Istennel. Rendező: Fábri Zoltán, (1980)
- Koportos. Rendező: Gyarmathy Lívia, (1979)

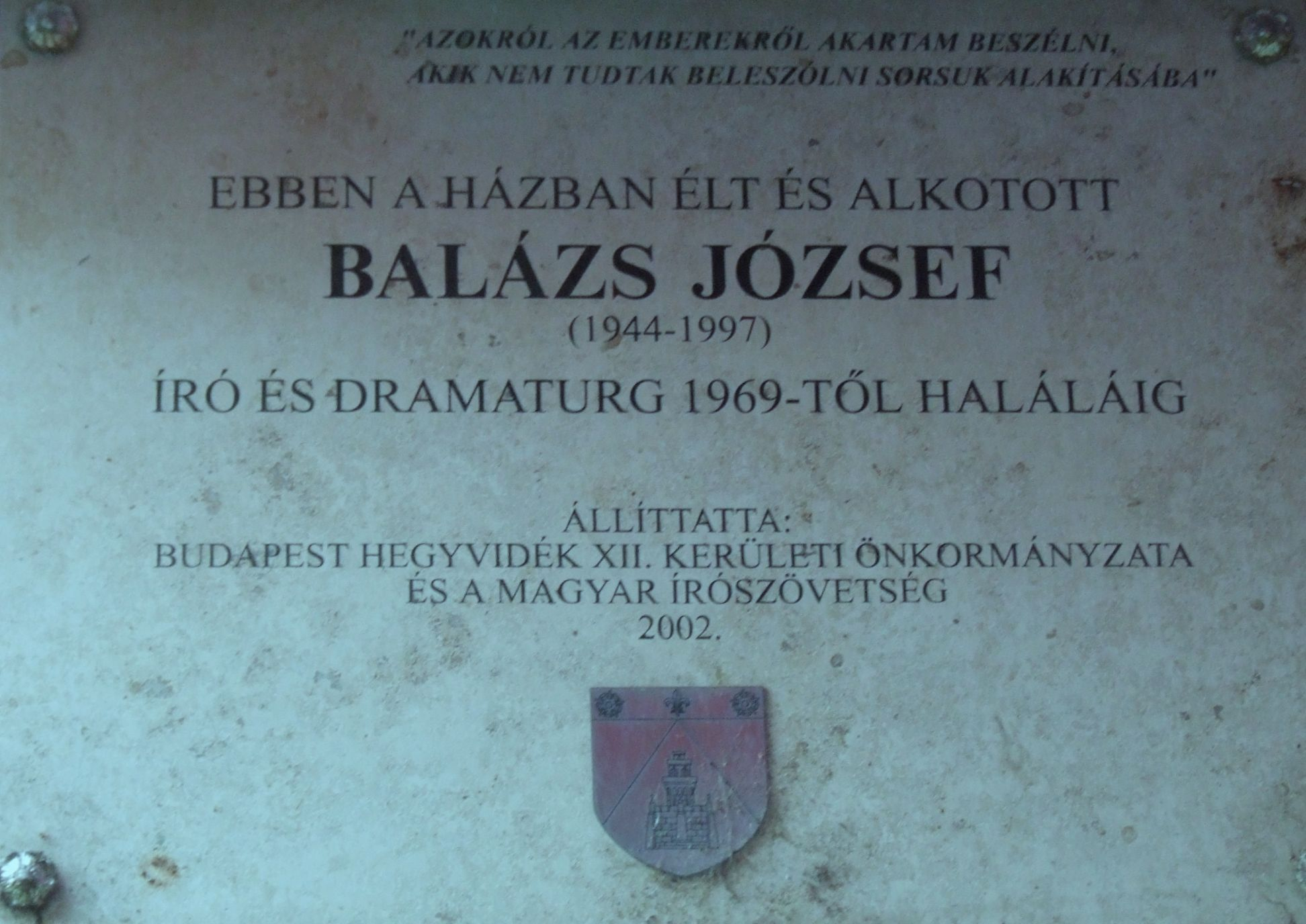
Emléktáblája a XII. kerület Márvány utca 27. számú ház falán

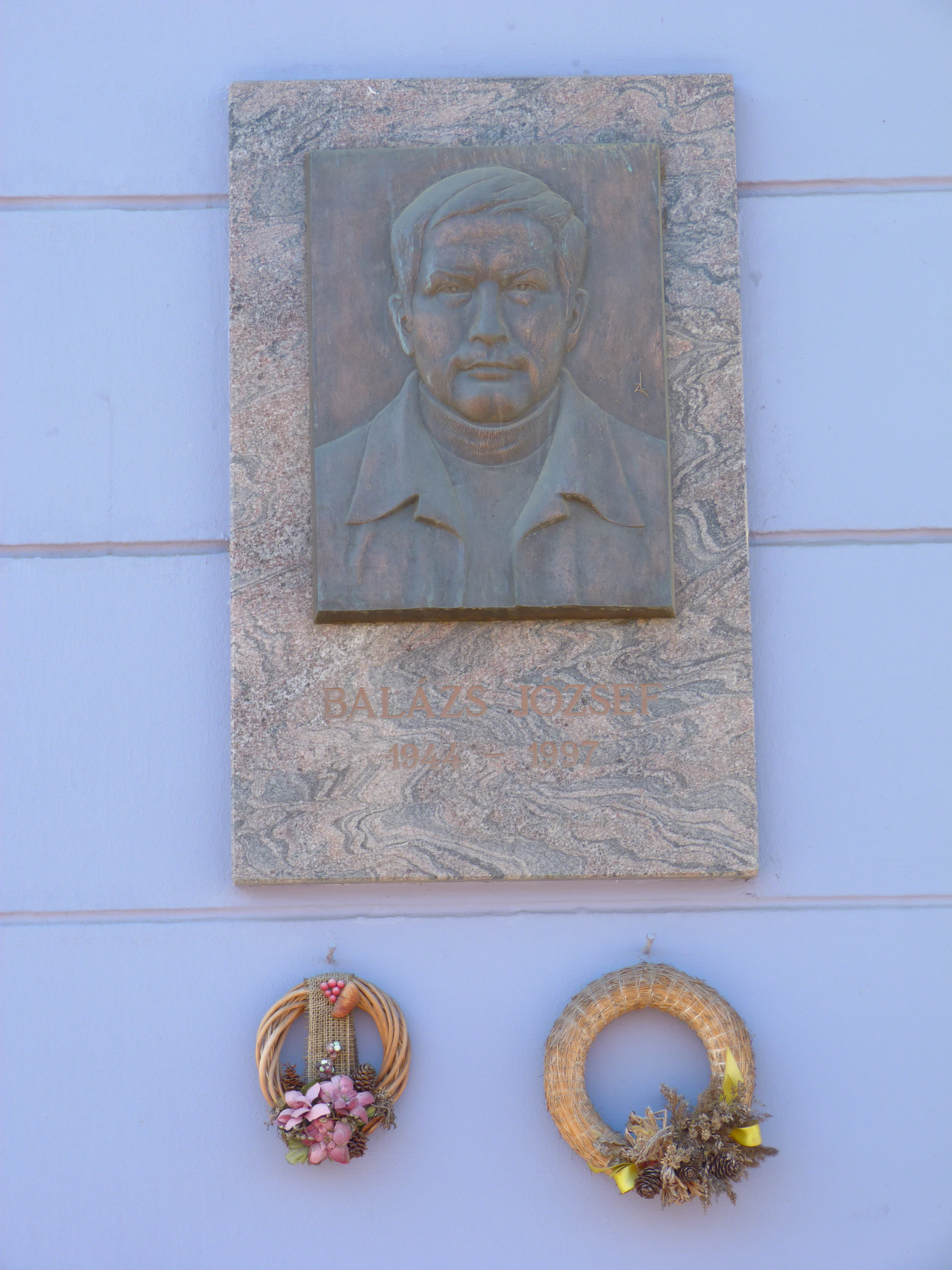
Emléktáblája a vásárosnaményi könyvtár falán

## Forgatókönyvek
- Ők ketten. Rendező: Mészáros Márta; további társszerzők: Bereményi Géza, Kóorody Ildikó. (1977)
- Szívzűr. Rendező: Böszörményi Géza; további társszerző: Gulyás Péter Pál. (1981)
- Az asszony. (Történet) Rendező: Erdélyi János, Zsigmond Dezső. (1995)

## Díjai
- Móricz Zsigmond-ösztöndíj (1976)
- József Attila-díj (1977, 1987)
- SZOT-díj (1976)
- Váci Mihály-díj (1978)

## Emlékezete
- Vásárosnamény könyvtára a nevét viseli 2007 októbere óta:
- Magyar Napló, 2003-április: Sarusi Mihály Hála Isten – havas
- Kortárs; N. Pál József: Aki „fiatal író” maradt mindörökre
- Vasy Géza tanulmánya